# Sob o Signo de Capricórnio
Under Capricorn (bra/prt: Sob o Signo de Capricórnio) é um filme de 1949 dirigido por Alfred Hitchcock, estrelado por Michael Wilding, Ingrid Bergman, Joseph Cotten, Margaret Leighton e Cecil Parker. O filme é baseado no romance Under Capricorn de Helen Simpson, com o roteiro de James Bridie. Foi adaptado às telas por Hume Cronyn.

## Enredo
Em 1831 o irlandês Charles Adare (Michael Wilding) viaja à Austrália para começar uma nova vida. Logo ao chegar conhece o poderoso Sam Flusky (Joseph Cotten) e descobre que a esposa deste, Henrietta (Ingrid Bergman), foi sua colega de infância. Bela e instável, Henrietta é agora uma atormentada alcoólatra e sua reaproximação de Charles desperta ciúmes em Sam.

## Elenco
- Michael Wilding como Hon. Charles Adare
- Ingrid Bergman como Lady Henrietta Flusky
- Joseph Cotten como Samson "Sam" Flusky
- Margaret Leighton como Milly
- Cecil Parker como Sir Richard
- Denis O'Dea como Sr. Corrigan
- Jack Watling como Winter
- Harcourt Williams como o Treinador
- John Ruddock como Sr. Cedric Potter
- Bill Shine como Sr. Banks
- Victor Lucas como o Reverendo Smiley
- Ronald Adam como Sr. Riggs
- Francis de Wolff como Major Wilkins
- G.H. Mulcaster como Dr. Macallister
- Martin Benson
- Olive Sloane como Sal
- Maureen Delaney como Flo
- Julia Lang como Susan
- Betty McDermott como Martha